# ヌクス
ヌクス（カラカルパク語：Noʻkis/Нөкис、ウズベク語：Nukus/Нукус）は、ウズベキスタンの都市。同国西部の自治共和国であるカラカルパクスタン共和国の首都でもある。
人口は2020年推計で約31万人であり、カラカルパクスタンでは最大の都市。また、ウズベキスタン全土の中でも5番目の人口を抱える。アムダリヤ川がヌクス西部を流れている。ヌクス空港がタシュケントやモスクワとを結んでいる。

## 歴史
ソビエト連邦内でカラカルパク・ソビエト社会主義自治共和国が成立した1932年を境に、それまで小さな集落に過ぎなかったヌクスは、その首都として急速に発展を遂げることとなる。市内にはソビエト式の大通りや公共住宅が建設され近代化が進められたが、その一方で、化学兵器の研究・実験を進めた化学研究所が赤軍（後のソビエト連邦軍）の手により建設されていた。その原因の一つは、ヌクスが他の都市から離れた場所に位置する小都市であったことが挙げられる。

## 観光
ヌクスにはヌクス美術館（イゴール・サヴィツキー記念カラカルパクスタン共和国国立美術館）と共和国国立博物館がある。博物館には遺産や埋蔵物、伝統的な宝飾品、衣装、楽器、絶滅または絶滅の危機に晒されているこの地域の動植物標本、アラル海周辺問題についての展示などがある。美術館には1918年-1935年以降の近現代ロシアおよびウズベキスタン芸術が収蔵されている。この時期、ヨシフ・スターリンはロシア民族以外の芸術を滅亡させようとし、ほとんどの芸術家の多くをグラグへ送致したが、キエフ出身のイゴール・サヴィツキーが収集した彼らの作品はヌクスが遠隔地であったため難を逃れた。
ヌクスにはまた、国際連合児童基金が資金提供している英語教育施設であるプログレス・センターがあり、旧コムソモール講堂を使用している。

## 気候
ケッペンの気候区分では砂漠気候である。冬季は寒冷であり、雨や雪が比較的よく降るものの、まとまった量とはならない。一方夏期は高温であり、日中はほとんど毎日35℃を超える。夏季は乾燥しており、降水はほとんど見られない。
| ヌクス (1981-2010)の気候          | ヌクス (1981-2010)の気候 | ヌクス (1981-2010)の気候 | ヌクス (1981-2010)の気候 | ヌクス (1981-2010)の気候 | ヌクス (1981-2010)の気候 | ヌクス (1981-2010)の気候 | ヌクス (1981-2010)の気候 | ヌクス (1981-2010)の気候 | ヌクス (1981-2010)の気候 | ヌクス (1981-2010)の気候 | ヌクス (1981-2010)の気候 | ヌクス (1981-2010)の気候 | ヌクス (1981-2010)の気候 |
| 月                                | 1月                      | 2月                      | 3月                      | 4月                      | 5月                      | 6月                      | 7月                      | 8月                      | 9月                      | 10月                     | 11月                     | 12月                     | 年                       |
| --------------------------------- | ------------------------ | ------------------------ | ------------------------ | ------------------------ | ------------------------ | ------------------------ | ------------------------ | ------------------------ | ------------------------ | ------------------------ | ------------------------ | ------------------------ | ------------------------ |
| 平均最高気温 °C （°F）            | 0.7 (33.3)               | 4.0 (39.2)               | 11.7 (53.1)              | 21.7 (71.1)              | 28.7 (83.7)              | 34.5 (94.1)              | 36.2 (97.2)              | 34.3 (93.7)              | 27.9 (82.2)              | 19.4 (66.9)              | 10.0 (50)                | 3.1 (37.6)               | 19.35 (66.84)            |
| 平均最低気温 °C （°F）            | −7.5 (18.5)              | −6.0 (21.2)              | −0.1 (31.8)              | 8.2 (46.8)               | 14.2 (57.6)              | 19.1 (66.4)              | 21.3 (70.3)              | 18.9 (66)                | 12.0 (53.6)              | 4.9 (40.8)               | −0.8 (30.6)              | −5.5 (22.1)              | 6.56 (43.81)             |
| 降水量 mm （inch）                | 10.9 (0.429)             | 7.9 (0.311)              | 17.7 (0.697)             | 15.3 (0.602)             | 12.6 (0.496)             | 4.0 (0.157)              | 1.4 (0.055)              | 1.7 (0.067)              | 2.6 (0.102)              | 7.5 (0.295)              | 10.8 (0.425)             | 12.1 (0.476)             | 104.5 (4.112)            |
| 平均降水日数                      | 6.2                      | 4.5                      | 5.3                      | 5.1                      | 3.8                      | 1.9                      | 0.9                      | 0.8                      | 1.5                      | 3.4                      | 4.3                      | 6.1                      | 43.8                     |
| 出典：Hydrometeorological Service |                          |                          |                          |                          |                          |                          |                          |                          |                          |                          |                          |                          |                          |

## 環境問題
ソビエト連邦の崩壊後、アラル海の縮小で砂漠化や害虫問題が深刻化し、ヌクスは環境汚染が深刻化している地域の一つとなっている。循環器関連の病気や癌、遺伝子疾患などの確率が比較的高くなっている。